# ퟠ
ퟠ(표준어: 쌍미음, 겹미음, 문화어: 된미음)은 ㅁ의 된소리를 냈다고 추정된다. 현재에는 쓰이지 않는다. 초성에서는 쓰이지 않았고 종성에서만 쓰였다. 
| 종류                  | 종류           | 글자   | 유니코드 | HTML     |
| --------------------- | -------------- | ------ | -------- | -------- |
| 한글 호환 자모        | 한글 호환 자모 | (없음) | (없음)   | (없음)   |
| 한글 자모 영역        | 첫소리         | (없음) | (없음)   | (없음)   |
| 한글 자모 영역        | 끝소리         | ᅟᅠퟠ     | U+D7E0   | &#55264; |
| 한양 사용자 정의 영역 | 첫소리         | (없음) | (없음)   | (없음)   |
| 한양 사용자 정의 영역 | 끝소리         |     | U+F8AF   | &#63663; |
| 반각                  | 반각           | (없음) | (없음)   | (없음)   |